# Ворона Анатолій Анатолійович
Анато́лій (Дани́ло) Анато́лійович Воро́на (Жи́цький) (нар. 7 лютого 1980, Ковель, Волинська область) — український футболіст, півзахисник.

## Життєпис
Починав займатися футболом у Ковелі. Перший тренер — Микола Вікторович Лесь, під його керівництвом займався шість років. У 17 років побував на перегляді в запорізькому «Металурзі», але команді не підійшов. У 1998 році потрапив у луцькю «Волинь». У 1999 році виступав за одеський «Чорноморець-2», У команді в Першій лізі України провів 11 матчів і забив 1 гол (житомирському «Поліссю»). За основу «Чорноморця» провів лише 1 матч у Вищій лізі 1 серпня 1999 року у виїзному поєдинку проти львівських «Карпат» (5:0): Ворона вийшов на 70 хвилині замість Василя Мокана. Після знову грав за «Волинь» і за «Сокіл» в аматорському чемпіонаті і Другій лізі.
Потім грав за сумські команди «Фрунзенець-Ліга-99» і «Спартак», із 2005 по 2007 рік грав за київську «Оболонь» у Першій лізі. У серпні 2007 року підписав контракт із молдовським «Зімбру». За півроку, проведених у клубі, провів 14 матчів. У березні 2008 року провів 1 матч за «Кримтеплицю» в Першій лізі. Сезон 2008/2009 провів у тернопільській «Ниві» у Другій лізі, зіграв 25 матчів і забив 3 голи, також провів 1 матч у Кубку України. Узимку 2009 року побував на перегляді в узбецькому клубі «Андижан». Улітку 2009 року перейшов в «Арсенал» із Білої Церкви. Анатолій Ворона взяв участь у переможному матчі проти «Полтави» (1:0) за участь у Першій лізі України.
У 2015 році знову грав за «Ниву». 2 лютого 2016 року отримав статус вільного агента у зв'язку з розпуском тернопільської команди.

## Досягнення
- Бронзовий призер Першої ліги України (2): 2005/2006, 2006/2007
- Переможець Другої ліги України (1): 2008/2009